# Rovnets
Rovnets (en rus: Ровнец) és un poble de l'óblast d'Oriol, a Rússia, segons el cens del 2010 tenia 56 habitants, pertany al municipi de Kapitànovka.